# Corrymeela Community
Die Corrymeela Community (irisch „Hügel der Harmonie“) ist eine Friedensinitiative in Ballycastle, Antrim, Nordirland, die 1965 von Pfarrer Ray Davey gegründet wurde.

## Geschichte
Corrymeela Community ist eine Gemeinschaft von Menschen jeden Alters und jeder christlichen Tradition, die sich zusammengefunden haben, um sich gemeinsam für die Heilung der sozialen, religiösen und politischen Spaltungen in Nordirland und weltweit zu engagieren.
Zentrales Anliegen der Corrymeela Community ist, ein Kennenlernen zu ermöglichen: Römisch-katholische und evangelische Menschen (beispielsweise Schulklassen, Gemeindegruppen, …) werden eingeladen, einige Tage gemeinsam im Corrymeela Centre in Ballycastle, einem Ort an der Nordküste Nordirlands, zu verbringen. Corrymeela Centre bietet zudem einen sicheren Ort, wohin Menschen Zuflucht nehmen können.
Im Jahr 2022 hatte die von Pádraig Ó Tuama geleitete Corrymeela Community etwa 150 Mitglieder in aller Welt. Sie unterhält eine Geschäftsstelle in Belfast, das Corrymeela Centre (Tagungshaus) in Ballycastle und ein Retreatcentre in Knocklayd. Bekannte Mitglieder sind beispielsweise die Gründungsmitglieder Ray Davey und Pfarrer John Morrow. Andere bekannte Kommunitäten sind die Communauté de Grandchamp (Schweiz), Iona Community (Schottland) und Communauté de Taizé (Frankreich).

## Auszeichnungen
- Niwano-Friedenspreis 1997
- Lumpenpreis 1965
- Ray Davey (* 1915) bekam die Ehrendoktor-Würde u. a. 2002 von dem katholischen St.Patric's College Maynooth bei Dublin und 2004 vom protestantischen Union College, Belfast.